# What’d I Say (альбом)
What’d I Say — студийный альбом, записанный Рэем Чарльзом в Нью-Йорке и выпущенный в 1959 году на лейбле Atlantic Records.
В 1962 году диск What’d I Say достиг 20-й позиции американского чарта Billboard «Pop Albums».

## Список композиций
1. «What'd I Say» Parts 1 & 2
2. «Jumpin' in the Morning»
3. «You Be My Baby»
4. «Tell Me How Do You Feel»
5. «What Kind of Man Are You» (w/Mary Ann Fisher)
6. «Rockhouse» Parts 1 & 2
7. «Roll with My Baby»
8. «Tell All the World About You»
9. «My Bonnie»
10. «That’s Enough»

## Участники записи
- Рэй Чарльз — фортепиано, вокал
- Дэвид Ньюмен — тенор-саксофон, альт-саксофон (композиции 1, 3, 4, 5, 6, 8, 9, 10)
- Эмметт Деннис — баритон-саксофон (композиции 3, 5, 6, 8, 9, 10)
- Бенни Кроуфорд — баритон-саксофон (композиции 1, 4)
- Маркус Белгрейв — труба (композиции 3, 4, 8, 9)
- Ли Харпер — труба (композиции 3, 8, 9)
- Рикки Харпер — труба (композиции 5, 10)
- Джо Бриджуотер — труба (композиции 5, 6, 10)
- Джон Хант — труба (композиции 4, 6)
- Эдгар Уиллис — контрабас (композиции 1, 3, 4, 5, 8, 9, 10)
- Рузвельт Шеффилд — бас (композиция 6)
- Ричи Гольдберг — ударные (композиции 3, 8, 9)
- Уильям Пиплс — ударные (композиции 5, 6, 10)
- Тигль Флеминг — ударные (композиция 4)
- Милт Тернер — ударные (композиция 1)
- Мэри Энн Фишер — вокал (композиции 5, 10)
- The Raelettes — вокал (композиции 3, 5, 8, 9, 10)
- Неизвестный исполнитель — труба, саксофон, бас, ударные (композиции 2, 7)[2]